# Kanako Ōmura
Kanako Ōmura (jap. 大村加奈子 Ōmura Kanako; ur. 15 grudnia 1976 w Kioto, w Japonii) – japońska siatkarka grająca na pozycji środkowej. Obecnie występuje w drużynie Hisamitsu Springs.